# Appalachian Spring
Appalachian Spring (o Primavera Apalache) es una obra musical moderna compuesta por Aaron Copland, estrenada en 1944, que ha logrado amplia difusión y creciente popularidad como suite orquestal. El ballet, arreglado para una orquesta de cámara de trece integrantes, fue encargado a Copland por la coreógrafa Martha Graham con fondos de la Fundación Coolidge presidida por Elizabeth Sprague Coolidge.[cita requerida]

"Supe ciertas cosas cruciales: que esta obra tenía que ver con el espíritu pionero norteamericano, con la juventud y con la primavera, con el optimismo y la esperanza."[cita requerida]

El estreno tuvo lugar el domingo, 30 de octubre de 1944, en la Biblioteca del Congreso de Estados Unidos en Washington D. C., con Martha Graham como bailarina principal. La escenografía fue diseñada por el escultor nipo-americano Isamu Noguchi. Copland recibió en 1945 el premio Pulitzer de Música por esta obra.

## Proceso de composición
En 1945 Copland arregló el ballet como suite orquestal, conservando la mayoría de la música. Ambas versiones fueron bien recibidas. La suite adquirió mayor importancia en popularizar al compositor. En 1972 Boosey & Hawkes publicó una versión de la suite fusionando la estructura de la suite orquestal con la partitura del ballet original: doble cuarteto de cuerdas, doble bajo, flauta, clarinete, fagot y piano.  En 1954 Eugene Ormandy pidió a Copland expandir la orquestación de todo el ballet. Esta versión fue grabada por Michael Tilson Thomas y la Orquesta Sinfónica de San Francisco, para RCA Victor en mayo de 1999. 
Originariamente Copland no tenía un título para su obra, nombrándola simplemente como el «Ballet para Martha».Poco después del estreno, Graham sugirió el nombre, tomado de una frase del poema de Hart Crane «La danza», de una colección de poemas de su libro «The bridge». (El puente).
| Poema | Traducción |
| --- | --- |
| O Appalachian Spring! I gained the ledge; Steep, inaccessible smile that eastward bends And northward reaches in that violet wedge Of Adirondacks! | Oh manantial de los Apalaches! Gané la cornisa; Escarpa, inaccesible sonrisa que se dobla hacia el este Y hacia el norte llega en esa cuña violeta de los Adirondacks! |

Debido a que compuso la música sin el beneficio de saber previamente el título, a Copland le divertía que la gente le dijera que había capturado la belleza de los Apalaches en su música, circunstancia que se menciona en una entrevista con Fred Calland. Es poco conocida la circunstancia de que la palabra spring se refiere a un manantial en el poema de Crane, aunque en su conjunto la obra es un viaje para conocer la primavera.

## Argumento del ballet
El argumento desarrolla una fiesta de primavera de los pioneros norteamericanos de la década de 1800 después de construir una nueva granja en Pensilvania. Entre los personajes centrales se encuentran una pareja de recién casados, un vecino, un predicador evangelista y sus seguidores.

## Partes de la obra

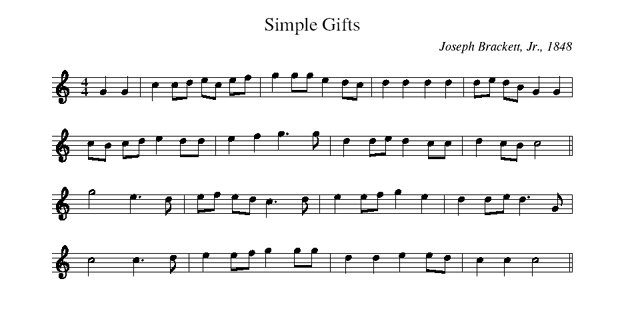
La melodía de Simple Gifts, himno shakers compuesto en 1848 por Elder Joseph Brackett, y utilizado por Copland en su obra.

La suite orquestal se divide en ocho secciones. Copland describe cada escena de la siguiente forma:
1. Muy lentamente. Introducción de los personajes, uno por uno, bajo una luz difusa.
2. Rápido.Explosión repentina de frases al unísono en arpegios mayores: comienza la acción. Un sentimiento tanto eufórico como religioso da la tónica a esta escena.
3. Moderado.Dúo para la novia y su prometido: escena de ternura y pasión.
4. Muy rápido. El evangelista y su rebaño. Sentimiento folk, danzas country y violines.
5. Aún más rápido. Solo de danza de la novia: presentimiento de la maternidad. Los extremos de alegría y de miedo y asombro.
6. Muy lentamente (como al principio). Transición a escena que recuerda la música de la introducción.
7. Calmo y fluido. Escenas de la actividad diaria de la novia y su marido agricultor. Hay cinco variaciones de un tema shakers. El mismo, cantado por un solista de clarinete, fue tomado de una colección de melodías de ese origen compiladas por Edward D. Andrews, y publicada bajo el título "El don de ser sencillo." La melodía más repetida y utilizada se llama literalmente Simple Gifts.[6]
8. Moderado. Coda. La novia tiene su lugar entre sus vecinos. Al final la pareja queda «tranquila y fuerte en su nueva casa». Las cuerdas con sordina entonan un silencioso coro de gracias. El cierre es una reminiscencia de la música de apertura.

### Variaciones
La versión original para ballet se divide en 14 movimientos. Los que no aparecen en la suite orquestal están entre el 7º movimiento y el final, como variaciones de la melodía shaker Simple Gifts (1848). La segunda variación introduce un tratamiento lírico en el registro bajo mientras las terceras contrastan fuertemente en un rápido stacatto. Las dos últimas variaciones de la sección usan solo una parte de la canción folklórica, primero un extracto tratado como variación pastoral y luego un cierre majestuoso. En el ballet, no en la suite, hay una sección intermedia que se aleja del tema folklórico precediendo las dos variaciones finales. 

### Melodía shaker
Conocida como melodía, canción o himno shaker, la música en que Copland basó estas variaciones finales se llama en realidad Simple Gifts, compuesta en 1848 por Elder Joseph Brackett.  Otro tema de los Shakers es mundialmente conocido como «Lord of the Dance», una adaptación de 1967 por Sydney Carter. Copland publicó arreglos independientes de esta sección para banda sinfónica (1958) y orquesta (1967), tituladas «Variaciones sobre una melodía shaker».